# Wereldkampioenschappen synchroonzwemmen 2019 – Duet technische routine
De technische routine voor duetten tijdens de wereldkampioenschappen synchroonzwemmen 2019 vond plaats op 12 en 14 juli 2019 in het Yeomju Gymnasium in Gwangju.

## Uitslag
Finalisten zijn de eerste 12 genoemde deelnemers, aangegeven met groen.
| Rang   | Land                | Naam                                         | Voorronde | Voorronde | Finale        | Finale        |
| Rang   | Land                | Naam                                         | Punten    | Rang      | Punten        | Rang          |
| ------ | ------------------- | -------------------------------------------- | --------- | --------- | ------------- | ------------- |
| Goud   | Rusland             | Svetlana Kolesnitsjenko Svetlana Romasjina   | 95.9501   | 1         | 95.9010       | 1             |
| Zilver | China               | Huang Xuechen Sun Wenyan                     | 93.4148   | 2         | 94.0072       | 2             |
| Brons  | Oekraïne            | Marta Fiedina Anastasija Savtsjoek           | 92.0610   | 3         | 92.5847       | 3             |
| 4      | Japan               | Yukiko Inui Megumu Yoshida                   | 91.9210   | 4         | 92.1116       | 4             |
| 5      | Italië              | Linda Cerruti Costanza Ferro                 | 88.6622   | 5         | 90.1743       | 5             |
| 6      | Canada              | Claudia Holzner Jacqueline Simoneau          | 87.7412   | 6         | 88.8659       | 6             |
| 7      | Spanje              | Paula Ramírez Sara Saldaña                   | 87.4027   | 7         | 87.2960       | 7             |
| 8      | Oostenrijk          | Anna-Maria Alexandri Eirini-Marina Alexandri | 86.1410   | 8         | 87.0378       | 8             |
| 9      | Griekenland         | Evangelia Papazoglou Evangelia Platanioti    | 85.6252   | 10        | 86.4975       | 9             |
| 10     | Frankrijk           | Charlotte Tremble Laura Tremble              | 85.7983   | 9         | 86.2420       | 10            |
| 11     | Mexico              | Nuria Diosdado Joana Jiménez                 | 84.5751   | 11        | 84.9938       | 11            |
| 12     | Verenigde Staten    | Anita Alvarez Ruby Remati                    | 84.4615   | 12        | 84.0190       | 12            |
| 13     | Nederland           | Bregje de Brouwer Noortje de Brouwer         | 83.8188   | 13        | Uitgeschakeld | Uitgeschakeld |
| 14     | Verenigd Koninkrijk | Kate Shortman Isabelle Thorpe                | 83.8188   | 14        | Uitgeschakeld | Uitgeschakeld |
| 15     | Kazachstan          | Aleksandra Nemitsj Jekaterina Nemitsj        | 82.4232   | 15        | Uitgeschakeld | Uitgeschakeld |
| 16     | Wit-Rusland         | Vasilina Chandosjka Valeria Valasatsj        | 81.8044   | 16        | Uitgeschakeld | Uitgeschakeld |
| 17     | Brazilië            | Luisa Borges Maria Coutinho                  | 81.0395   | 17        | Uitgeschakeld | Uitgeschakeld |
| 18     | Zwitserland         | Vivienne Koch Noemi Peschl                   | 80.8136   | 18        | Uitgeschakeld | Uitgeschakeld |
| 19     | Israël              | Eden Blecher Shelly Bobritsky                | 80.3788   | 19        | Uitgeschakeld | Uitgeschakeld |
| 20     | Duitsland           | Marlene Bojer Daniela Reinhardt              | 79.8807   | 20        | Uitgeschakeld | Uitgeschakeld |
| 21     | Colombia            | Estefanía Álvarez Mónica Arango              | 79.1640   | 21        | Uitgeschakeld | Uitgeschakeld |
| 22     | Liechtenstein       | Lara Mechnig Marluce Schierscher             | 78.1800   | 22        | Uitgeschakeld | Uitgeschakeld |
| 23     | Oezbekistan         | Anna Eltisjeva Anastasia Morozova            | 77.6988   | 23        | Uitgeschakeld | Uitgeschakeld |
| 24     | Slowakije           | Nada Daabousová Diana Miškechová             | 76.6795   | 24        | Uitgeschakeld | Uitgeschakeld |
| 25     | Portugal            | Maria Gonçalves Cheila Vieira                | 76.2328   | 25        | Uitgeschakeld | Uitgeschakeld |
| 26     | Turkije             | Defne Bakırcı Mısra Gündeş                   | 76.1084   | 26        | Uitgeschakeld | Uitgeschakeld |
| 27     | Singapore           | Debbie Soh Miya Yong                         | 76.0941   | 27        | Uitgeschakeld | Uitgeschakeld |
| 28     | Egypte              | Laila Mohsen Dara Tamer                      | 76.0662   | 28        | Uitgeschakeld | Uitgeschakeld |
| 29     | Hongarije           | Janka Dávid Boglárka Gács                    | 75.8968   | 29        | Uitgeschakeld | Uitgeschakeld |
| 30     | Argentinië          | Camila Arregui Trinidad López                | 75.5435   | 30        | Uitgeschakeld | Uitgeschakeld |
| 31     | Zuid-Korea          | Baek Seo-yeon Lee Ri-young                   | 74.8296   | 31        | Uitgeschakeld | Uitgeschakeld |
| 32     | Tsjechië            | Karolína Klusková Aneta Mrázková             | 74.5514   | 32        | Uitgeschakeld | Uitgeschakeld |
| 33     | San Marino          | Jasmine Verbena Jasmine Zonzini              | 74.3178   | 33        | Uitgeschakeld | Uitgeschakeld |
| 34     | Servië              | Nevena Dimitrijević Jelena Kontić            | 74.2928   | 34        | Uitgeschakeld | Uitgeschakeld |
| 35     | Australië           | Rose Stackpole Amie Thompson                 | 74.1141   | 35        | Uitgeschakeld | Uitgeschakeld |
| 36     | Chili               | Isidora Letelier Natalie Lubascher           | 73.3622   | 36        | Uitgeschakeld | Uitgeschakeld |
| 37     | Aruba               | Abigail de Veer Kyra Hoevertsz               | 72.3827   | 37        | Uitgeschakeld | Uitgeschakeld |
| 38     | Bulgarije           | Aleksandra Atanasova Dalia Penkova           | 72.3751   | 38        | Uitgeschakeld | Uitgeschakeld |
| 39     | Polen               | Gabriela Damentka Aleksandra Filipiuk        | 71.2235   | 39        | Uitgeschakeld | Uitgeschakeld |
| 40     | Cuba                | Gabriela Alpajón Carelys Valdes              | 66.7881   | 40        | Uitgeschakeld | Uitgeschakeld |
| 41     | Nieuw-Zeeland       | Eva Morris Eden Worsley                      | 65.8879   | 41        | Uitgeschakeld | Uitgeschakeld |
| 42     | Zuid-Afrika         | Emma Manners-Wood Laura Strugnell            | 65.4588   | 42        | Uitgeschakeld | Uitgeschakeld |
| 43     | Costa Rica          | Natalia Jenkins Valeria Lizano               | 63.9830   | 43        | Uitgeschakeld | Uitgeschakeld |
| 44     | Thailand            | Pongpimporn Pongsuwan Arpapat Saengrusamee   | 62.1222   | 44        | Uitgeschakeld | Uitgeschakeld |
| 45     | Macau               | Chan Chi Ian Chan Ka Hei                     | 60.7235   | 45        | Uitgeschakeld | Uitgeschakeld |